# Museo de Bolton

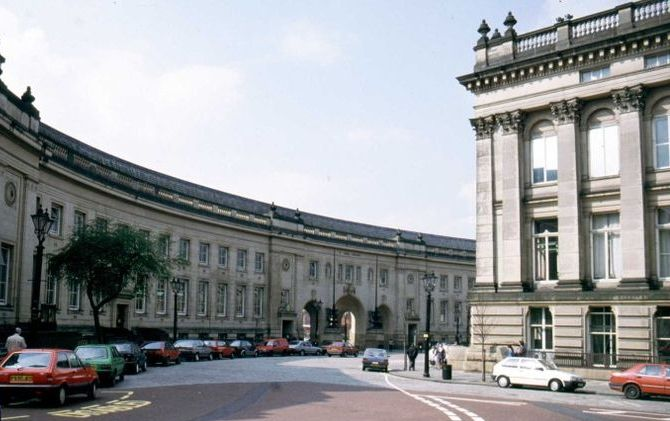
Imagen del Centro Cívico de Bolton, donde se encuentra el Museo de Bolton.

El Museo de Bolton es un Museo y Galería de arte pública en el norte de ciudad de Bolton, Gran Mánchester, Inglaterra, propiedad de Municipio metropolitano de Bolton.

## Descripción
Las colecciones incluyen historia natural, arqueología, arte, historia local y uno de los acuarios públicos más antiguos de Britains. Estos son alojados, junto con la Biblioteca Central de Bolton, en un extremo del centro cívico Bolton, diseñado por los arquitectos locales, Bradshaw Gass & Hope y abrió en 1939. El Museo tiene dos ubicaciones periféricas, Smithills Hall y Hall i' th' Wood.
Las colecciones incluyen material de muchos coleccionistas privados, incluyendo a las muestras geológicas de la finca de Caroline Birley. 
En 2006, el Museo se involucró en el caso de Shaun Greenhalgh, cuando una estatua en su colección, la princesa Amarna, se reveló como una falsificación. 
La Galería de Bolton Viva presenta la historia de Bolton y su gente.

## Resina de Nueva Guinea en Momias peruanas
Un equipo de académicos encabezados por el Grupo de Investigación  en Momias y Bioarqueología de la Universidad de York, mientras examinaban una momia peruana en el Museo de Bolton, descubrieron que había sido embalsamado con un árbol resina. Antes de esto se pensó que las momias peruanas se han conservado de forma natural. La resina, que se encuentran  en las  coníferas araucanas relacionado con el  "pehuén", fue de una variedad que solo se encuentra en Oceanía y probablemente solo en Nueva Guinea. "La datación por radiocarbono tanto de la resina y el cuerpo por el laboratorio de radiocarbono de la Universidad de Oxford confirmaron que era esencialmente contemporánea, y la fecha a cerca de 1200."